# Eleccions legislatives islandeses d'octubre de 1959
Les eleccions legislatives islandeses d'octubre de 1959 es van dur a terme el 25 i 26 d'octubre d'aquest any per a escollir als membres de l'Alþingi. El més votat fou el Partit de la Independència, i Ólafur Thors fou primer ministre d'Islàndia d'un govern de coalició entre el Partit de la Independència i el Partit Progressista.

## Resultats electorals
| Partits                 | Partits                               | Vots   | %     | Escons per cambra | Escons per cambra | Escons per cambra | Escons per cambra |
| Partits                 | Partits                               | Vots   | %     | Baixa             | +/−               | Alta              | +/−               |
| ----------------------- | ------------------------------------- | ------ | ----- | ----------------- | ----------------- | ----------------- | ----------------- |
|                         | Partit de la Independència (D)        | 33.800 | 39,72 | 16 / 40           | 3                 | 8 / 20            | 1                 |
|                         | Partit Progressista (B)               | 21.882 | 25,71 | 11 / 40           | 2                 | 6 / 20            | =                 |
|                         | Aliança Popular (G)                   | 13.621 | 16,01 | 7 / 40            | 2                 | 3 / 20            | 1                 |
|                         | Partit Socialdemòcrata (A)            | 12.909 | 15,17 | 6 / 40            | 2                 | 3 / 20            | 1                 |
|                         | Partit de la Preservació Nacional (F) | 2.883  | 3,39  | 0 / 40            | =                 | 0 / 20            | =                 |
|                         |                                       |        |       |                   |                   |                   |                   |
| Vots vàlids             | Vots vàlids                           | 85.095 | 98,46 |                   |                   |                   |                   |
| Vots blancs i nuls      | Vots blancs i nuls                    | 1.331  | 1,54  |                   |                   |                   |                   |
| Total                   | Total                                 | 86.426 | 100   | 40                | 5                 | 20                | 3                 |
| Abstenció               | Abstenció                             | 9.211  | 9,63  |                   |                   |                   |                   |
| Inscrits / participació | Inscrits / participació               | 95.637 | 90,37 |                   |                   |                   |                   |